# Robert Gourault
Pour les articles homonymes, voir Gourault.
Robert Gourault, né le 1er avril 1914 à Vézières (Vienne) et mort le 30 août 1975 à Poitiers (Vienne), est un homme politique français.

## Détail des fonctions et des mandats
Mandat parlementaire
- 29 juin 1974 - 30 août 1975 : député de la 2e circonscription de la Vienne